# Alberto Ísola
Alberto Juan Bautista Ísola de Lavalle (Miraflores, Lima, 12 de febrero de 1953) es un actor, director y profesor de teatro peruano. Ísola se dedica al teatro desde los 18 años, protagonizando y dirigiendo obras clásicas y contemporáneas. Es considerado como un referente del teatro peruano.

## Biografía
Nacido en Lima, sus padres fueron Sergio Ísola Tealdo y María del Rosario de Lavalle Garragori (hija de José Antonio de Lavalle García y nieta de José Antonio de Lavalle). Hizo estudios escolares en los colegios Inmaculado Corazón y Santa María Marianistas. 
Su primera vez en una obra de teatro fue a los 18 años, trabajaba como asistente en una obra dirigida por Gustavo Bueno y le tocó reemplazar a un actor que interpretaba a un viejo sepulturero. 
Estudió Letras y Teatro en la Pontificia Universidad Católica y luego viajó a Europa a profesionalizarse, primero en Animación Teatral en la Scuola del Piccolo de Milán (1972-1974) y, luego, en Dirección Profesional en el Drama Centre de Londres (1974-1977). Posteriormente, estudió con Eugenio Barba y Jerzy Grotowsky en el International School of Theatre Anthropology (ISTA) en Volterra, Toscana, Italia (1981).
A los 25 años, de regreso a Lima actuó en la obra Los calzones, del director Luis Peirano.
En 1985 interpretó al Mayor Garrido en la adaptación cinematográfica de la novela La ciudad y los perros, que fue dirigida por Francisco Lombardi.
En 1999 participó en la película Coraje y en la telenovela Girasoles para Lucía. Le siguieron otras producciones televisivas como Milagros, Cazando a un millonario, Besos robados y Eva del Edén.
Prestó su voz para la película animada Piratas en El Callao, estrenada en el 2005. El mismo año dirigió la obra No te preocupes, ojos azules, y actuó en El mercader de Venecia y Sacco y Vanzetti.
Ísola fue Director de Estudios del Centro de Formación del Teatro de la Universidad Católica y profesor de la especialidad de Artes Escénicas de la Facultad de Ciencias y Artes de la Comunicación de la Pontificia Universidad Católica del Perú. Años después, luego de la fundación de la Facultad de Artes Escénicas de la PUCP, tomaría el rol de docente auxiliar en el Departamento Académico de Artes Escénicas.
En 2004 dirigió y actuó en Laberinto, obra que fue recibida también en Chile.
En 2007 actuó en la serie Mi problema con las mujeres como Simón. Esta serie fue nominada a los Premios Emmy Internacional en la categoría Mejor comedia. En teatro participó en La fiesta del chivo y Art.
En 2009 protagonizó la obra Volpone, presentada en la IV Muestra Internacional de Teatro de Lima; y también dirigió el drama El cine Edén (sobre L´Eden cinéma de Marguerite Duras). El año siguiente dirigió la obra Las tremendas aventuras de la capitana Gazpacho y actuó en la telenovela Los exitosos Gome$.
Ísola protagonizó la telenovela La Perricholi junto a Melania Urbina en 2011, en el papel del Virrey Manuel de Amat y Juniet. En el teatro el mismo año dirigió las obras Sangre como flores, la pasión según García Lorca y La vida en dos horas; y protagonizó Una vida en el teatro, Pequeñas interrupciones y La cura de Troya.
El 10 de junio de 2011 recibió un reconocimiento con motivo del homenaje por el 50 Aniversario del TUC que realizó el Centro Cultural Peruano Japonés en el marco de su ciclo "Charlas Memorables del Teatro Peruano".
A inicios de 2012 interpretó al pintor expresionista abstracto Mark Rothko en la obra Rojo (Red de John Logan). En julio dirigió la obra La falsa criada y seguidamente dirigió en el musical Te odio amor mío. En televisión, actuó en la telenovela La Tayson, corazón rebelde.
Ísola dirigió la obra De repente, el verano pasado y actuó en Viaje de un largo día hacia la noche en 2013. También protagonizó la obra Dúo.

## Filmografía

### Películas
- La ciudad y los perros (1985) como Mayor Garrido.
- Eruption (1997) como Coronel Álvarez.
- Coraje (1998) como Ministro.
- Bala perdida (2001)
- Piratas en el Callao (2005) como Jacques L'Hermite (voz).
- Condominio (2007) como Javier.
- Una sombra al frente (2007) como Don Felipe Beltrán.
- Valentino y el clan del can (2008) como El Innombrable (voz).
- Rosa mística (2019) como Padre Juan de Lorenzana
- La herencia de Flora (2024) como Pío Tristán.
- Petroaudios (2026) como Alberto Químper quien fuera uno de los protagonistas del Caso Petroaudios.

### Televisión
- Todos somos estrellas (1993) como Rodolfo Cárdenas.
- La noche (1996) como Víctor.
- Torbellino (1997) como Don José.
- Girasoles para Lucía (1999) como Paolo Trevi.
- Milagros (2000–2001) como Rafael De La Torre.
- Cazando a un millonario (2001) como Francisco "Paco" Alonso.
- Besos robados (2004) como Walter Dreyer.
- Eva del Edén (2004) como Arzobispo Jerónimo de Loayza.
- Mi problema con las mujeres (2007) como Simón.
- Los exitosos Gome$ (2010) como Franco Andrada Castillo.
- La Perricholi (2011) como Virrey Manuel de Amat y Juniet.
- La Tayson, corazón rebelde (2012) como Damián Sánchez-Concha.

## Teatro

### Director
- El alma buena de Szechwan (1986)
- Las que cantan (1987)
- El matrimonio de Bette y Boo (1990)
- La conquista del polo sur (1991)
- Sofocos, belenes y trajines (1992)
- El viaje de un barquito de papel (1992)
- Dreyfuss (1994)
- El Cisne (1995)
- Como te dé la gana de William Shakespeare (1998)
- Mujeres de primera
- Séptimo cielo
- La salsa roja
- La gaviota de Antón Chejov
- El cartero
- Hamlet de William Shakespeare. (2001)
- Pinocho (2002)
- Mi mamá me dijo
- Laberinto
- El último barco de César de María.
- El zorrito audaz (2005) Teatro Británico.
- El zorrito audaz y el ave voraz.
- El zorrito audaz. ¡Peligro en la selva!
- No te preocupes, ojos azules (2005) Auditorio de la Municipalidad de San Isidro.
- Un matrimonio de Boston de David Mamet. (2007) CCPUCP.
- Ña Catita de Manuel Ascencio Segura. (2009)
- Brel (2009)
- El cine Edén (2009) Teatro de la Alianza Francesa.
- Esperando la carroza de Jacobo Langsner. (2009)
- Las tremendas aventuras de la capitana Gazpacho (2010) Centro Cultural El Olivar.
- Extras (2010) Teatro Mario Vargas Llosa.
- Madre Coraje y sus hijos de Bertolt Brecht. (2010) Teatro Británico.
- Sangre como flores, la pasión según García Lorca (2011), de Eduardo Adrianzén.
- La vida en dos horas de Mateo Chiarella, Mariana de Althaus, Claudia Sacha, Gonzalo Rodríguez Risco, Patricia Romero, Jaime Nieto. (2011)
- La falsa criada (2012), de Pierre de Marivaux. Teatro La Plaza.
- Te odio amor mío (2012)
- De repente, el verano pasado (2013)
- Espinas (2013), de Eduardo Adrianzén
- El baile (2013) FAEL, de Irene Nemirovsky, adaptación de Sergi Belbel.
- Este hijo
- Lo que el mayordomo vio de Joe Orton (2014)
- Canciones para mirar" de María Elena Walsh (2014)
- Casi Transilvania de Barbara Colio (2015)
- El Continente Negro de Marco Antonio de la Parra (2015)
- Un cuento para el invierno de William Shakespeare (2015)
- Cielo abierto (2016)
- La piedra oscura (2018)
- La travesía (2019)
- Estrategia de luz (2019)

### Actor
- Los calzones (1978)
- La Nona
- ¡Ay, Carmela!
- Esperando a Godot (1997) como Vladimir. Dirigida por Edgar Saba.
- El rey Lear (1999) como Lear.  Dirigida por Edgar Saba.
- El cruce sobre el Niágara de Alonso Alegría. Dirigida por Roberto Ángeles.
- Fausto, como el Dr. Fausto. Dirigida por Jorge Guerra.
- Otelo, como Iago. Dirigida por Edgar Saba.
- La ópera de tres centavos Dirigida por Jorge Guerra.
- El mercader de Venecia (2005) como Shylock. Dirigida por Roberto Ángeles.
- La muerte de un viajante como Willy Loman. Dirigida por Edgar Saba.
- Enrique V. Dirigida por Jorge Chiarella Krüger.
- Sacco y Vanzetti (2005) como Bartolomeo Vanzetti. Dirigida por Mateo Chiarella Viale
- Art (2007) como Marc. Dirigida por Roberto Ángeles.
- La fiesta del chivo (2007) Dirigida por Jorge Alí Triana.
- Al pie del Támesis de Mario Vargas Llosa. Dirigida por Luis Peirano.
- Amores de un siglo Dirigida por Edgar Saba.
- Volpone (2009) como Volpone. Dirigida por Roberto Ángeles.
- La puerta del cielo (2010) como Javier. Dirigida por Alfonso Santistevan.
- Una vida en el teatro (2011) como Robert. Dirigida por Edgar Saba.
- Pequeñas interrupciones (2011) como Dino. Dirigida por Mateo Chiarella Viale.
- La cura en Troya (2011) como Filoctetes. Dirigida por Jorge Guerra.
- Rojo (2012) como Mark Rothko. Dirigida por Juan Carlos Fisher.
- Viaje de un largo día hacia la noche (2013) como James Tyrone. Dirigida por Roberto Ángeles.
- Dúo (2013) Dirigida por Giovanni Ciccia.
- Incendios (2014) Dirigida por Juan Carlos Fisher
- Otras ciudades del desierto (2015) Dirigida por Juan Carlos Fisher.
- La terquedad de Rafael Spregelburd (2017). Dirigida por Sergio Llusera
- La Tempestad (2017) Dirigida por Roberto Ángeles.
- El caballo del libertador de Alfonso Santistevan (2018)
- Todos los sueños del mundo (2019) como Adriano Fontana

## Premios y nominaciones
| Año  | Premio                                                                  | Categoría                                                               | Trabajo                              | Resultado |
| ---- | ----------------------------------------------------------------------- | ----------------------------------------------------------------------- | ------------------------------------ | --------- |
| 2008 | Premios Emmy Internacional                                              | Mejor comedia (compartido con el elenco)                                | Mi problema con las mujeres          | Nominado  |
| 2010 | Premios Luces de El Comercio Perú                                       | Mejor actor de TV                                                       | Los exitosos Gome$                   | Ganador   |
| 2011 | Reconocimiento a su trayectoria artística por el 50 Aniversario del TUC | Reconocimiento a su trayectoria artística por el 50 Aniversario del TUC | Él mismo                             | Premiado  |
| 2012 | Premios Luces de El Comercio                                            | Mejor actor de teatro                                                   | Rojo                                 | Nominado  |
| 2013 | Premios Luces de El Comercio                                            | Mejor actor de teatro                                                   | Viaje de un largo día hacia la noche | Nominado  |
| 2020 | Premios Luces de El Comercio                                            | Mejor actor de teatro                                                   | Conferencia sobre la lluvia          | Ganador   |